# Estnische Fußballmeisterschaft 1936
Die Estnische Fußballmeisterschaft wurde 1936 zum insgesamt 16. Mal als höchste estnische Fußball-Spielklasse der Herren ausgespielt. Die Meisterschaft gewann zum dritten Mal in der Vereinsgeschichte der JS Estonia Tallinn.

## Modus
8 Vereine traten an 14 Spieltagen jeweils zweimal gegeneinander an. Die beiden Letzten stiegen ab.

## Abschlusstabelle
| Pl. | Verein                 | Sp. | S  | U | N  | Tore    | Quote | Punkte |
| --- | ---------------------- | --- | -- | - | -- | ------- | ----- | ------ |
| 1.  | JS Estonia Tallinn (M) | 14  | 11 | 1 | 2  | 060:150 | 4,00  | 23:50  |
| 2.  | SK Tallinna Sport      | 14  | 7  | 4 | 3  | 036:190 | 1,89  | 18:10  |
| 3.  | VVS Puhkekodu Tallinn  | 14  | 7  | 3 | 4  | 034:210 | 1,62  | 17:11  |
| 4.  | SS Tervis Pärnu        | 14  | 6  | 3 | 5  | 034:490 | 0,69  | 15:13  |
| 5.  | JK Tallinna Kalev      | 14  | 7  | 0 | 7  | 028:270 | 1,04  | 14:14  |
| 6.  | SÜ Esta Kalev (N)      | 14  | 4  | 3 | 7  | 023:250 | 0,92  | 11:17  |
| 7.  | Tallinna JK            | 14  | 4  | 1 | 9  | 019:340 | 0,56  | 09:19  |
| 8.  | KS Võitleja Narva      | 14  | 1  | 3 | 10 | 014:580 | 0,24  | 05:23  |

Platzierungskriterien: 1. Punkte – 2. Torquotient
| (M) | Amtierender Meister |
| (N) | Neuaufsteiger       |

## Kreuztabelle
| 1936                  | EST  | TSP | TPU | PÄR  | TKA | EST | TJK | VÕI |
| --------------------- | ---- | --- | --- | ---- | --- | --- | --- | --- |
| JS Estonia Tallinn    |      | 1:3 | 5:1 | 12:1 | 4:3 | 1:0 | 4:2 | 7:1 |
| SK Tallinna Sport     | 1:1  |     | 2:1 | 3:3  | 4:1 | 2:1 | 6:0 | 7:2 |
| VVS Puhkekodu Tallinn | 0:3  | 0:0 |     | 6:0  | 3:2 | 5:2 | 3:2 | 5:0 |
| SS Tervis Pärnu       | 0:5  | 1:4 | 2:7 |      | 3:1 | 3:2 | 2:2 | 5:2 |
| JK Tallinna Kalev     | 1:0  | 3:1 | 1:0 | 0:3  |     | 3:0 | 1:0 | 6:2 |
| SÜ Esta Tallinn       | 1:2  | 2:1 | 0:0 | 3:3  | 2:1 |     | 1:4 | 4:0 |
| Tallinna JK           | 0:2  | 3:2 | 0:1 | 0:3  | 3:4 | 0:5 |     | 1:0 |
| KS Võitleja Narva     | 1:13 | 0:0 | 2:2 | 2:5  | 2:1 | 0:0 | 0:2 |     |

## Torschützenliste
| Pl. | Name             | Mannschaft         | Tore |
| --- | ---------------- | ------------------ | ---- |
| 1.  | Nikolai Linberg  | JS Estonia Tallinn | 21   |
| 2.  | Richard Kuremaa  | SS Tervis Pärnu    | 16   |
| 3.  | Heinrich Uukkivi | JS Estonia Tallinn | 14   |
| 4.  | Elmar Valdmees   | SK Tallinna Sport  | 12   |
| 5.  | Johannes Niks    | JK Tallinna Kalev  | 11   |

## Die Meistermannschaft von JS Estonia Tallinn
(Berücksichtigt wurden alle Spieler der Mannschaft)
| 1. | JS Estonia Tallinn |
|    | - Spieler: Arnold Estam, Martin Jensen, Heino Kornak, Nikolai Linberg, Juho Matson, Evald Mikson, Valter Mäng, Valter Neeris, Egon Parbo, Voldemar Peterson, Helmuth Räästas, Elmar Saar, Aavo Sillandi, Heinrich Uukkivi, Richard Vilumäe - Trainer: Elmar Kaljot |